# Márib
Márib (arabul: مأرب, átírva Maʾrib vagy Mārib) település Jemenben, az azonos nevű, Marib kormányzóságban. Szanaától kb. 120 km-re keletre fekszik. Népessége kb. 17 ezer fő. 2011-ben mint az Al-Káida jemeni fővárosát is említették.
Nagyobb jelentősége a múltban volt. Kr. e. 1000 körül a Szabá (Sába) királyság fővárosa és fontos kereskedőváros volt. A romjai között megtalálható Bilkisz (Bilkuisz) temploma és a Kr. e. 500-ban emelt városfalak maradványa. Az egyik fal menti templomot mecsetté alakították át. A várostól délre egy 550 méter hosszú,  Kr. e. 8 századi kőgát maradványai láthatók.
A terület elhagyatottan állt a 20. század folyamán. Majd 1986-ban olajkutat és olajfinomítót helyeztek itt üzembe. Ekkor egy új város épült, amely kb. 3,5 km-re északra fekszik az ősi város központjától. Maribtól indul a 438 km hosszú Marib – Ras Isa kőolajvezeték, egészen a Vörös-tengeri végállomásáig. 1986-ban egy új, 38 m magas és 763 m hosszú gátat helyeztek üzembe az Adhanah- (Dhana-) völgyben, 3 km-re az ősi gát romjaitól.

## Fordítás
- Ez a szócikk részben vagy egészben  a   Ma'rib című angol Wikipédia-szócikk fordításán alapul.  Az eredeti cikk szerkesztőit annak laptörténete sorolja fel. Ez a jelzés csupán a megfogalmazás eredetét és a szerzői jogokat jelzi, nem szolgál a cikkben szereplő információk forrásmegjelöléseként.